# Grot typu Clovis

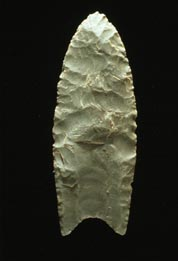
Grot typu Clovis

Grot typu Clovis – charakterystyczne ostrze wykonane z kamienia lub zwierzęcych kości, które stanowi pozostałość po północnoamerykańskiej kulturze Clovis. Jego nietypową cechą jest kształt obustronnych żłobień niespotykany nigdzie indziej na świecie.
Pierwsze groty odkryto w miejscowości Clovis w Nowym Meksyku na początku 1929 roku. Później podobne odnaleziono także w południowej Kanadzie, Meksyku oraz w Wenezueli. Największa ich liczba znajduje się jednak w USA, głównie w stanach: Nowy Meksyk, Montana, Wyoming, Idaho i Teksas.

## Charakterystyka
Kultura Clovis, której wiek szacuje się na około 13 000 lat, dysponowała wieloma narzędziami wyróżniającymi ją na tle innych, m.in.: skrobakami, tasakami oraz prostownikami oszczepów. Jednakże jej cechą charakterystyczną stały się groty. Średnio mierzyły około dziesięciu centymetrów i były dość wąskie, choć odnaleziono egzemplarze mierzące od 4 do 20 cm długości. Posiadały szerokie ale płytkie wzdłużne wyżłobienia po obu stronach. Na dnie były lekko wklęsłe po to, by łatwiej je było umieścić na trzonku, który następnie owijano rzemieniem. Dzięki temu, jeśli grot się zniszczył można go było łatwo wymienić lub jeśli się ukruszył, przesunąć wyżej i ponownie naostrzyć. Samo jego wytworzenie było dość karkołomne, ponieważ podczas żłobienia zniszczeniu ulegało, jak się przypuszcza, od 10–20 procent ostrzy. Najczęściej wyrabiano je z krzemienia, rogowca, jaspisu i chalcedonu. Wykorzystywano je głównie do produkcji oszczepów, za pomocą których myśliwi mogli łatwo i skutecznie polować na megafaunę.

## Pochodzenie
Groty typu Clovis były bardzo zaawansowane, jak na owe czasy, lecz nadal nie jest pewne, czy technika ich wyrobu jest wytworem paleoindiańskim, czy też została przejęta przez nich od kogoś innego. Po odkryciu kultury Clovis na początku lat 30. XX wieku, w przeciągu następnych kilkudziesięciu lat natrafiono na ponad osiemdziesiąt stanowisk paleoindiańskich rozsianych po całej Ameryce Północnej, w których znajdowały się charakterystyczne groty. Wielu badaczy uznało wówczas, iż jest to dowód na to, że kultura Clovis jest najstarszą społecznością w Nowym Świecie. Miała ona przybyć do Ameryki przez lądowy pomost z Syberii, jednak przeprowadzone w północno-wschodniej Azji badania nie wykazały śladów grotów typu Clovis. Odkryto natomiast duże podobieństwo do ostrzy kultury solutrejskiej z Półwyspu Iberyjskiego. Na tej podstawie wysnuto bardzo kontrowersyjną teorię, jakoby owa kultura podczas ostatniego zlodowacenia dotarła przez północny Atlantyk na kontynent amerykański i była źródłem wiedzy o wyrobie grotów.
Zdania na temat ich pochodzenia nadal są podzielone. Jedna z hipotez mówi, że społeczności powstałe przed kulturą Clovis opracowały je niezależnie od siebie, co tłumaczy dlaczego odnajdywano je od Kanady po Meksyk. Z kolei według innej teorii ludy, które przybyły z Azji i rozprzestrzeniły się po kontynencie amerykańskim przejęły je od kultury Clovis, która używała ich już wcześniej. Najbardziej prawdopodobna wersja mówi jednak, że technikę wyrobu ostrzy opracowała kultura Clovis, od której inne (starsze od niej) społeczności ją przejęły a następnie rozpowszechniły. Według amerykańskich archeologów Michaela Watersa i Thomasa Stafforda, którzy oszacowali czas stosowania grotów na około dwieście pięćdziesiąt lat, niemożliwe jest, żeby w tak krótkim czasie ludy Clovis mogły rozprzestrzenić się na cały kontynent. Badacze uważają, że w takim tempie mogła rozpowszechniać się ich technika wyrobu grotów, lecz nie oni sami.
Około dziesięciu tysięcy lat temu pojawiły się nowe typ ostrzy zwane grotami typu Folsom, które wyparły groty Clovis. Były one mniejsze o mniej więcej połowę i węższe. Miały też nieco inną podstawę i żłobienia.